# 鎌倉文士

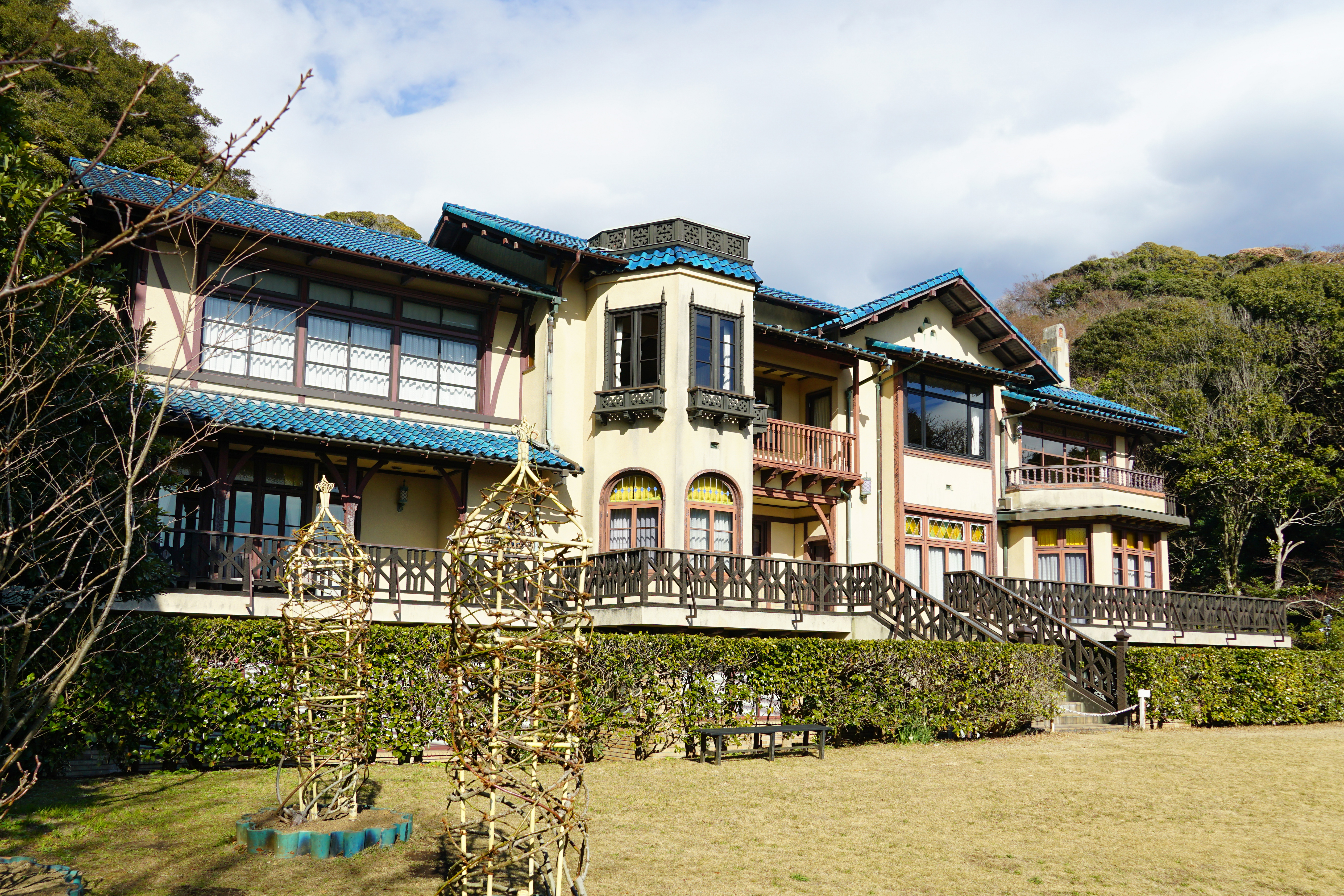
鎌倉文学館（神奈川県鎌倉市）

鎌倉文士（かまくらぶんし）は、神奈川県鎌倉市に住む（あるいは住んでいた）文学者の総称。
1889年、横須賀線の開通により、東京の通勤圏内となった。同時に、東京の出版社からも行き来が便利になったため、鎌倉にはこのころから文学者が住み始めた。特に昭和初期以降、関東大震災で壊滅状態となった東京から、文学者の一部が東京に比べて好環境な鎌倉に移住した。ただし関東大震災では、鎌倉もまた大きな被害を受けていた。大震災後、埼玉県浦和市（現さいたま市浦和区・南区周辺）は鎌倉と並んで文化人が多く居住することで有名だったことから、この頃から「鎌倉文士に浦和画家」という言葉が生まれた。
1945年5月1日、川端康成や久米正雄、高見順や大佛次郎たちが貸本屋「鎌倉文庫」を興した。しかし、現在では文士という語が死語になると共に、鎌倉文士という語も死語になってしまった。21世紀に入ってから、複数の有名作家が鎌倉に移住して40年ぶりに鎌倉ペンクラブ（会長はかまくら春秋社代表の伊藤玄二郎）が復活し、新鎌倉文士と呼ばれる人種が誕生したものの、鎌倉在住の高名な文学者はかつてほど多くはない。

## 鎌倉文士の一覧（一時居住者も含める）

### あ行
- 芥川龍之介（1916年から1917年まで由比ガ浜に下宿。1918年から1919年まで大町に居住[2]）
- 鮎川哲也（極楽寺）
- 有島生馬（少年期を由比ガ浜で過ごす。1920年から1974年に没するまで稲村ヶ崎に居住[2]）
- 安西篤子
- 石塚友二 （1945年から1986年に没するまで稲村ガ崎、極楽寺、植木、玉縄に居住[2]）
- 井上ひさし（佐助）
- 江藤淳（1941年から1948年まで極楽寺、1980年から1999年に没するまで西御門に居住[2]）
- 円地文子（材木座）
- 大岡昇平（1936年と1938年に扇ガ谷に下宿。1948年には雪ノ下に仮寓。1949年から1953年まで極楽寺に居住[2]）
- 大下一真（瑞泉寺住職）
- 太田水穂（1934年扇ガ谷に「杳々山荘」を構え1939年から1955年に没するまで居住[2]）
- 岡松和夫
- 荻原井泉水（1928年から佐助、扇ガ谷、材木座等に居住。1944年から1970年に没するまで山ノ内に居住[2]）
- 尾崎喜八（1966年から1974年に没するまで山ノ内に居住[2]）
- 尾崎左永子
- 大佛次郎（1921年から長谷、材木座に居住。1929年から1973年に没するまで雪ノ下に居住[2]）

### か行
- 海音寺潮五郎（1934年から1935年まで雪ノ下に居住[3]）
- 葛西善蔵（1919年から1923年まで山ノ内に居住[3]）
- 川上喜久子（浄明寺宅間ヶ谷）
- 川端康成（1935年浄明寺宅間ヶ谷に転入、のち二階堂に転居、1946年から1972年に没するまで長谷に居住[3]）
- 蒲原有明（1919年雪ノ下に転入、1920年二階堂に転居。1923年関東大震災に遭遇して静岡へ移る。1945年戦災に遭い二階堂の旧居に戻り、1952年に没するまで居住[3]）
- 菊岡久利（1947年佐助に転入。一時坂ノ下に移り、1954年から1970年に没するまで佐助に居住[3]）
- 北洋
- 北畠八穂（1932年二階堂に転入、1948年から1982年に没するまで鎌倉山に居住[3]）
- 木下利玄（1919年大町に転入、1920年大町内で転居し1925年に没するまで居住[3]）
- 草間時彦（1920年から1931年まで扇ガ谷に居住[3]）
- 国木田独歩（1902年2月から12月坂ノ下に居住[3]）
- 久能啓二
- 久保田万太郎（1945年から1955年まで材木座に居住[3]）
- 久米正雄（1925年から御成町、雪ノ下に住み、1930年から1952年に没するまで二階堂に居住[3]）
- 胡桃沢耕史（1947年雪ノ下、1963年から1994年に没するまで二階堂に居住[3]）
- 黒沼健（由比ガ浜）
- 小島政二郎（二階堂）
- 小林勇（1938年大町に転入、1941年から1981年に没するまで扇ガ谷に居住[3]）
- 小林秀雄（1926年長谷に住む。1931年から由比ガ浜、扇ガ谷、雪ノ下に移り住む[3]）
- 小牧近江（1925年から1978年に没するまで稲村ヶ崎に居住[3]）
- 今日出海（1931年から小町、雪ノ下に住む。一時東京に転出して再び雪ノ下に戻り、1951年から1984年に没するまで二階堂に居住[3]）

### さ行
- 早乙女貢
- 佐佐木信綱（1921年大町に別荘「溯川草堂」を設ける[4]）
- 佐藤正彰
- 里見弴（幼少期は由比ガ浜の父の別荘で過ごす。1924年から鎌倉の各所に住み、1953年から1983年に没するまで扇ガ谷に居住[4]）
- 志賀直哉（雪ノ下）
- 四賀光子（1934年扇ガ谷に山荘を設け、1939年から1976年に没するまで居住[4]）
- 澁澤龍彦（1946年から小町に住み、1966年から1987年に没するまで山ノ内に居住[4]）
- 島木健作（1937年雪ノ下に転入、1939年から1945年に没するまで扇ガ谷に居住[4]）
- 清水基吉
- 神西清（1934年から1957年に没するまで二階堂に居住[4]）

### た行
- 高橋和巳（1965年から1971年に没するまで二階堂に居住[5]）
- 高橋源一郎
- 高浜虚子（1919年から由比ガ浜内で転居を重ね、1959年に没するまで居住[5]）
- 高見順（1943年から1965年に没するまで山ノ内に居住[5]）
- 高山樗牛（1901年から1902年まで長谷に居住[5]）
- 竹山道雄（1944年扇ガ谷に転入、1949年から1984年に没するまで材木座に居住[5]）
- 立原正秋（1950年大町に転入、その後市内各所に住み1970年から1980年に没するまで梶原に居住[5]）
- 田村隆一（1970年材木座、1971年稲村ガ崎、1988年から1998年に没するまで二階堂に居住[5]）
- 堂本正樹（小町）

### な行
- 直木三十五（1928年、1929年ごろ稲村ガ崎に居住[6]）
- 永井龍男（1934年から鎌倉に住み、何度かの転居を経て1953年から1990年に没するまで雪ノ下に居住[6]）
- 永井路子（腰越）
- なかにし礼（山ノ内）
- 中野孝次（1950年から1952年にかけて大町、台、山ノ内に移り住んだ[6]）
- 中原中也（1937年2月扇ガ谷に転入。同年10月に没する[6]）
- 中村光夫（1933年から二階堂、1941年から稲村ヶ崎、1957年から1988年に没するまで扇ガ谷に居住[6]）
- 中山義秀（1943年から1969年に没するまで極楽寺に居住[6]）
- 長与善郎（1919年から大町、関東大震災に遭遇した1923年から由比ガ浜、次いで扇ガ谷に1926年まで居住[6]）
- なだいなだ（山ノ内）
- 西尾正（材木座）
- 西脇順三郎（大町）
- 昇曙夢（1927年から1958年に没するまで稲村ガ崎に居住[6]）

### は行
- 萩原朔太郎（1916年と1917年に坂ノ下の旅館に滞在、1925年から1926年材木座に居住[7]）
- 林房雄（1932年大町に転入。一時伊豆に移る。1936年から1975年に没するまで浄明寺に居住[7]）
- 林不忘（1926年材木座に住み、その後1935年に没するまで笹目、雪ノ下に移り住んだ[7]）
- 氷川瓏
- 久生十蘭（1947年から1957年に没するまで材木座に居住[7]）
- 広津和郎（1916年に坂ノ下に転入、その後も居を変え、1919年から1923頃までは小町と東京を往き来した[7]）
- 深田久弥（1932年から1946年まで二階堂に居住[7]）
- 舟橋聖一（腰越）
- 北条秀司（1949年山崎に転入、1954年から1996年に没するまで岡本に居住[7]）
- 保坂和志
- 星野立子（1910年から由比ガ浜に住み、1925年に結婚後は東京で暮し、1931年から由比ガ浜、1941年から1984年に没するまで笹目町に居住[7]）
- 堀口大學（1932年夏、長谷に住む。由比ガ浜の父の別荘にもたびたび滞在した[7]）

### ま行
- 牧逸馬
- 真杉静枝（1943年に極楽寺に転入、1946年から1950年にも極楽寺に居住[8]）
- 松本たかし（1925年に療養のため鎌倉を訪れる。1926年から1945年まで浄明寺に居住[8]）
- 真船豊（1945年から1958年まで山ノ内に居住[8]）
- 三木卓
- 三好達治（1938年から1939年、稲村ガ崎に居住[8]）
- 村松梢風（1947年頃から1961年に没するまで西御門に居住[8]）
- 村山知義（1945年から1949年まで長谷に居住[8]）
- 森田たま（1944年から1952年まで鎌倉山に居住[8]）

### や行
- 山口瞳（1945年から1948年まで長谷の川端康成邸の隣に居住[9]）
- 山崎方代（1972年から1985年に没するまで手広に居住[9]）
- 山本道子（七里ガ浜）
- 横溝正史
- 吉井勇（幼少期を材木座の父の別荘で過ごす。1905年の転地療養を含め、坂ノ下、長谷など鎌倉に数回仮寓[9]）
- 吉田健一（二階堂、西御門）
- 吉田秀和
- 吉野賛十
- 吉野秀雄（1925年七里ガ浜に転地療養、長谷の借家に移り1926年まで居住。1929年にも滞在し、1931年から1967年に没するまで小町に居住[9]）
- 吉屋信子 (1944年から長谷の別荘に疎開。1950年に東京に移り、1962年から1973年に没するまで長谷に居住[9])

### わ
- 渡辺温

## 新鎌倉文士の一覧（一時居住者も含める）
- 甘糟りり子
- 飯野和好
- 角野栄子
- 角幡唯介
- 瓜南直子
- 城戸朱理
- リシャール・コラス
- 大道珠貴
- 富岡幸一郎（雪ノ下、鎌倉文学館館長）
- 中川ひろたか
- 藤沢周
- 柳美里